# Pseudosuberia genthi
Pseudosuberia genthi is een zachte koraalsoort uit de familie Briareidae. De koraalsoort komt uit het geslacht Pseudosuberia. Pseudosuberia genthi werd in 1889 voor het eerst wetenschappelijk beschreven door Wright & Studer. 